# Hierococcyx vagans
Cuco-gavião-de-bigodes ou cuco-falcão-de-bigodes (Hierococcyx vagans) é uma espécie de ave da família Cuculidae.
Pode ser encontrada nos seguintes países: Brunei, Indonésia, Laos, Malásia, Myanmar e Tailândia.
Os seus habitats naturais são: florestas subtropicais ou tropicais húmidas de baixa altitude.
Está ameaçada por perda de habitat.